# Heinz Trixner
Heinz Trixner (* 21. Juni 1941 in St. Veit an der Glan) ist ein österreichischer Schauspieler, Sprecher und Intendant.

## Leben
Heinz Trixner absolvierte seine Ausbildung am Max-Reinhardt-Seminar in Wien. Danach nahm er Engagements unter anderem am Thalia-Theater in Hamburg, am Düsseldorfer Schauspielhaus, am Volkstheater und an der Burg in Wien, am Theater Basel, am Bayerischen Staatsschauspiel in München und bei den Salzburger Festspielen an.
Trixner ist vorwiegend als Bühnenschauspieler tätig. Daneben tritt er auch in Fernsehproduktionen auf. So war er immer wieder in der ZDF-Serie Schlosshotel Orth als Vinzenz zu sehen; in Serien wie Tatort oder Siska hatte er ebenfalls Auftritte. Von 2001 bis 2005 war Heinz Trixner in Feuchtwangen Intendant der Kreuzgangspiele. Er arbeitete dort auch als Regisseur und gab gelegentlich Lesungen.
Als Hörspielsprecher ist Trixner in erster Linie durch seine Sprechrolle als Old Shatterhand beim Hörspiellabel Europa bekannt. Nachdem dort zunächst Michael Poelchau diese Rolle übernommen hatte, dürfte Trixner inzwischen als der bekannteste Old Shatterhand gelten, da er diese Rolle nicht nur bei Europa verkörperte. Neben den Karl-May-Hörspielen ist er noch in einigen weiteren Rollen zu hören, so etwa als Ned Land in 20.000 Meilen unter dem Meer und in Krieg im All von H. G. Francis.
Von Herbst 2007 an war Trixner für einige Zeit künstlerischer Leiter der Schauspielschule 1st filmacademy in Wien, wo er außerdem als Dozent für dramatischen Unterricht tätig war.

## Filmografie (Auswahl)
- 1968: Moos auf den Steinen
- 1971: Hamburg Transit (Fernsehserie, Folge Neue Medikamente)
- 1971: König Johann (Fernsehfilm)
- 1972: Sonderdezernat K1 (Fernsehserie, Folge Vier Schüsse auf den Mörder)
- 1973: Im Auftrag von Madame (Fernsehserie, Folge: Inglisches Pfund)
- 1977: Die kluge Bauerntochter (Kurzfilm)
- 1977: Eurydike – Die Braut aus dem Jenseits (Fernsehfilm)
- 1982: Ich bin dein Killer
- 1986: 38 – Auch das war Wien
- 1994: Mesmer
- 1994: Alles außer Mord: Der Mann im Mond (Fernsehreihe)
- 1995: Kopfjagd (Fernsehfilm)
- 1996: girl friends – Freundschaft mit Herz (Fernsehserie, 2 Folgen)
- 1996–2006: Schlosshotel Orth (Fernsehserie, 117 Folgen)
- 1997: 14 Tage lebenslänglich
- 1997: Tatort: Schlüssel zum Mord (Fernsehreihe)
- 1998: Kommissar Rex (Fernsehserie, Folge Gefährlicher Auftrag)
- 1998: Die Bubi-Scholz-Story (Fernsehfilm)
- 1999: Aimée & Jaguar
- 1999: Nichts als die Wahrheit
- 2000: Der Alte (Fernsehserie, Folge Tod eines Polizisten)
- 2000: Polt muss weinen (Fernsehfilm)
- 2001: Morgenland
- 2001: Siska (Fernsehserie, Folge Der Tote im Asphalt)
- 2002: Vaya Con Dios
- 2002: Ein Leben für den Frieden – Papst Johannes XXIII. (Papa Giovanni - Ioannes XXIII, Fernsehfilm)
- 2002: Family Affairs - Gier nach Glück (Fernsehfilm)
- 2003, 2011: SOKO Kitzbühel (Fernsehserie, verschiedene Rollen, 2 Folgen)
- 2007: Jump!
- 2010: Tag und Nacht
- 2010: SOKO Donau (Fernsehserie, Folge 3 Millionen Tote)
- 2011: Die Rosenheim-Cops (Fernsehserie, Folge Mozarts Rückkehr)
- 2013: Helden – Wenn dein Land dich braucht (Fernsehfilm)
- 2013: Janus (Fernsehserie)
- 2014: Tatort: Abgründe
- 2014: Der letzte Sommer der Reichen
- 2015: Die weiße Schlange (Fernsehfilm)
- 2016: Das Geheimnis der Hebamme
- 2018: Ein wilder Sommer – Die Wachausaga
- 2019: Nobadi
- 2019: Ich brauche euch (Fernsehfilm)
- 2020: Freud (Fernsehserie, 3 Folgen)
- 2021: Der Zürich-Krimi: Borchert und die Zeit zu sterben (Fernsehreihe)
- 2022: Totenfrau (Fernsehserie)
- 2022: Die Toten von Salzburg – Schattenspiel (Fernsehreihe)
- 2023: Wald

## Hörspiele (Auswahl)
- 1984: Gisbert Haefs: Das Triumvirat (Dr. Korff) – Regie: Heinz Dieter Köhler (Original-Hörspiel – WDR)
- 1985: Gisbert Haefs: Das Triumvirat denkt (Dr. Korff) – Regie: Heinz Dieter Köhler (Original-Hörspiel – WDR)
- 1996: Gisbert Haefs: Das Triumvirat spinnt (Dr. Korff) – Regie: Klaus Dieter Pittrich (Original-Hörspiel – WDR)
- 1996: Carl Zuckmayer: Der Gesang im Feuerofen (Louis Creveaux) – Bearbeitung und Regie: Klaus Gmeiner (Hörspielbearbeitung – ORF)